# غوردون جامب
غوردون جامب (بالإنجليزية: Gordon Jump)‏ هو ممثل أمريكي، ولد في 1 أبريل 1932 في الولايات المتحدة، وتوفي في 22 سبتمبر 2003 بلوس أنجلوس في الولايات المتحدة بسبب مرض.

## وصلات خارجية
- غوردون جامب على موقع IMDb (الإنجليزية)
- غوردون جامب على موقع ألو سيني (الفرنسية)
- غوردون جامب على موقع أول موفي (الإنجليزية)
- غوردون جامب على موقع قاعدة بيانات الأفلام السويدية (السويدية)
- غوردون جامب على موقع إن إن دي بي (الإنجليزية)
- غوردون جامب على موقع ديسكوغز (الإنجليزية)
- غوردون جامب على موقع قاعدة بيانات الفيلم (الإنجليزية)
- غوردون جامب على موقع كينوبويسك (الروسية)